# Chipata (Zambia)
Chipata es una ciudad de Zambia, capital de la provincia Oriental y del distrito homónimo. Según el censo del año 2000 tenía 98.416 habitantes. Está situada a unos 30 km de la frontera con Malaui, en el parque nacional del Luangwa Sur. A pesar de ser la mayor urbe de la provincia conserva un carácter eminentemente rural. La ciudad descansa en un valle entre suaves colinas, en un paraje cubierto por granjas.

## Historia
En época colonial era un asentamiento británico denominado Fort Jameson.

## Economía

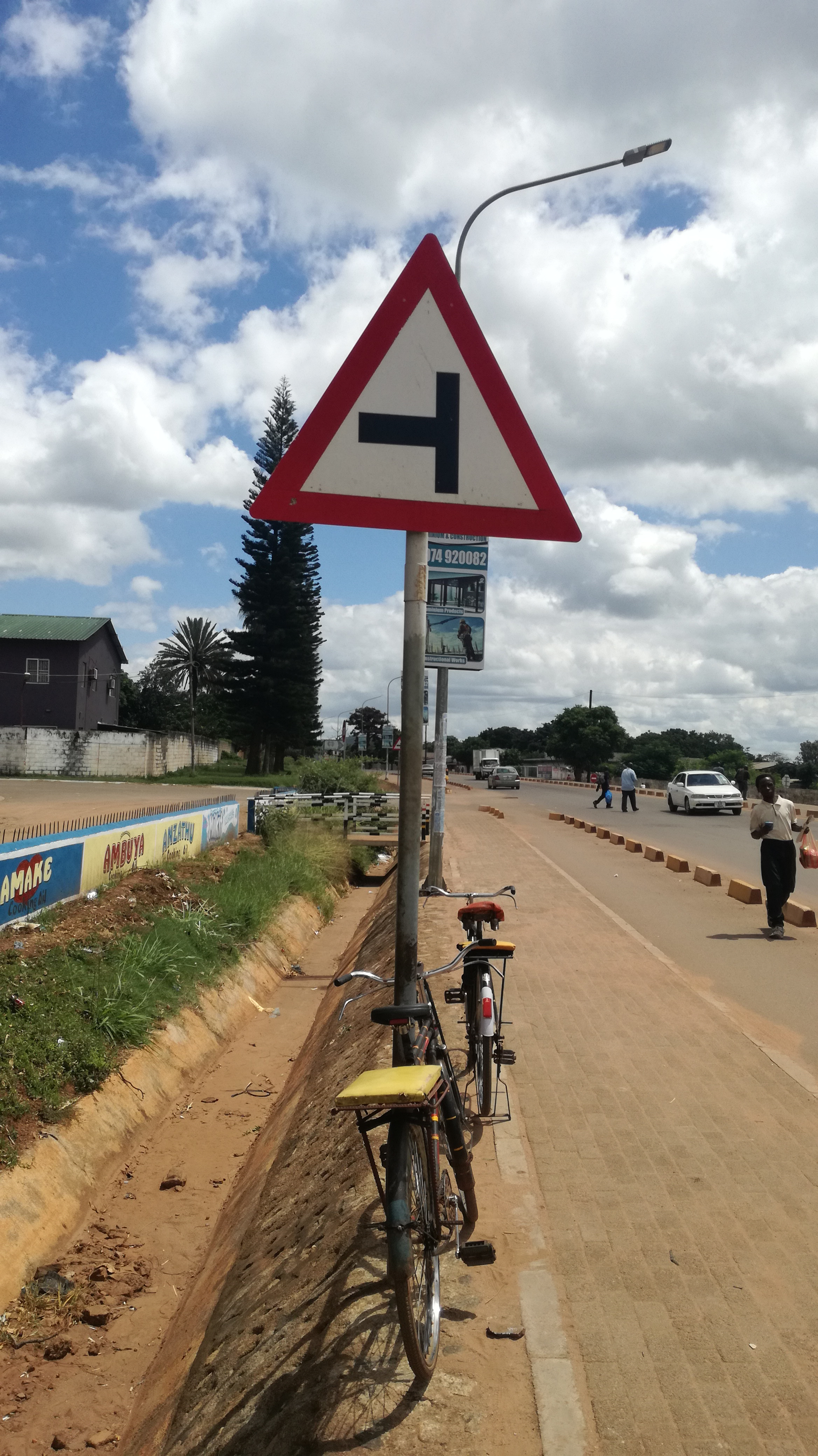
Great East Road

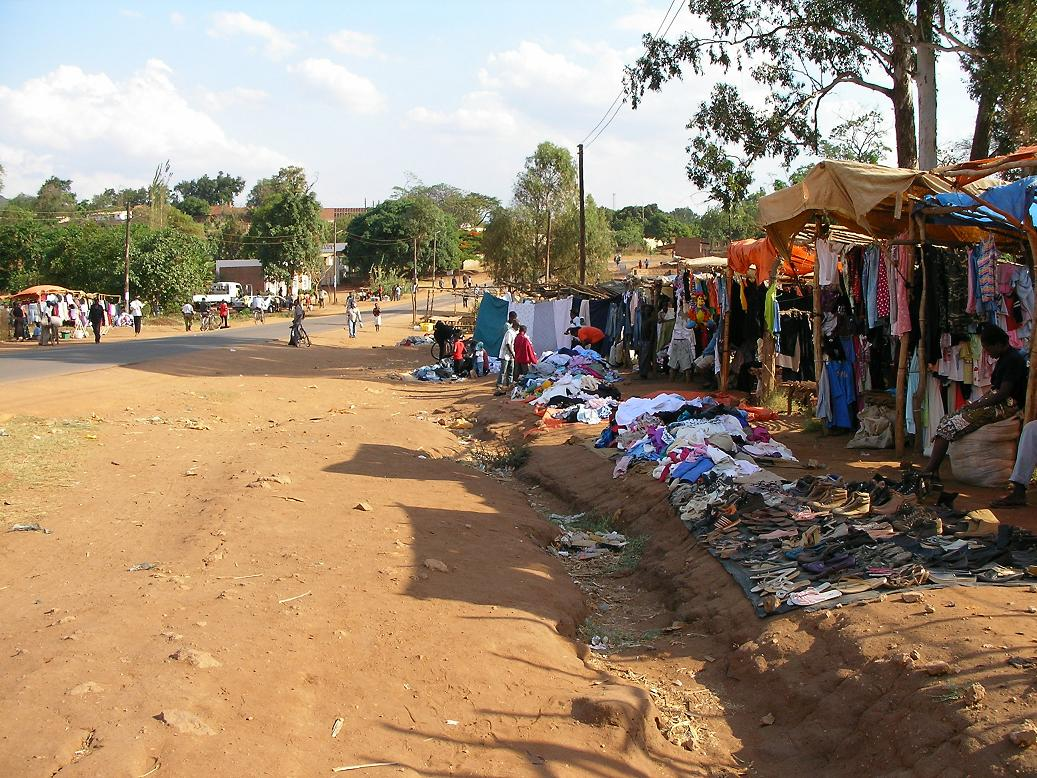
Vendedores.

Su economía es fundamentalmente agraria. El comercio de los productos es difícil debido a los escasos servicios de transporte, a pesar de que la ciudad está junto a la Gran Carretera del Este, la única que enlaza la provincia Este con el resto del país. En su tramo de Chipata las condiciones del vial son buenas, pero no así en otros tramos. Según un estudio realizados a finales de los años 1990, los pequeños comerciantes de Chipata no comerciaban con Lusaka y otras ciudades debido a las grandes dificultades que tenían en encontrar vehículos en la ciudad.
Esta carencia en los transportes será paliada por el ferrocarril que conectará Mchinji, en Malaui, y Zambia a través de Chipata,donde tendrá su propia estación.

## Transporte
Además de la Gran Carretera del Este y del futuro ferrocarril, Chipata dispone de una pista de aterrizaje asfaltada. El avión es el mejor modo de llegar a la ciudad, habida cuenta del estado de la carretera. La compañía nacional Zambian Airways tiene líneas entre Chipata y las ciudades de Mfuwe y Lusaka.
También hay un servicio de autobuses entre Lusaka y Chipata, que tarda entre siete y ocho horas en hacer el recorrido, y un minibús que se adentra en el parque nacional hasta Mfuwe, cuya carretera fue puesta en marcha en 2007.